# Pianiga
Pianiga es una localidad y comune italiana de la provincia de Venecia, región de Véneto, con 11.694 habitantes.

## Evolución demográfica
| Gráfica de evolución demográfica de Pianiga entre 1861 y 2001 |
|                                                               |
| Fuente ISTAT - elaboración gráfica de Wikipedia               |